# Народная партия (Индиана)
Народная партия (англ. People's Party) — американская политическая партия, существовавшая в средине 1850-х годов в штате Индиана. Представляла собой коалицию местных политических сил, выступавших против закона Канзас-Небраска, включая Старых вигов, членов партии свободной земли и движения Know Nothing, некоторых демократов и сторонников движения за трезвость. На съезде в Индианаполисе в июле 1854 года партия приняла платформу, выступающую против распространения рабства на федеральные территории США и выдвинула кандидатов во всех 11 округах Индианы перед предстоявшими выборами в Палату представителей. В 1856 году партия направила своих делегатов на первый Национальный съезд Республиканской партии в Филадельфии и выдвинула бывшего демократа Оливера Мортона на пост губернатора. Он набрал около 48% голосов, проиграв выборы кандидату от демократов Эшбелу Уилларду, а в Палате представителей Народная партия потеряла 4 места.
По сравнению с национальной Республиканской партией, в 1854 году Народная партия Индианы была более консервативной и избегала использования наименования «республиканец», чтобы не ассоциироваться с движением за отмену рабства. Однако между 1856 и 1860 годами их программы партий совпали и в конечном итоге Народная партия стала известна как Республиканская партия Индианы.

## Предпосылки возникновения
На выборах 1852 года в Индиане с большим перевесом победили демократы, которым удалось занять пост губернатора, получить большинство в местном законодательном собрании и выиграть 10 из 11 мест, отведённых Индиане в Палате представителей. После выборов ослабевшая партия вигов практически прекратила своё существование, а антирабовладельческая партия свободной земли также исчерпала себя, показав плохие результаты на выборах. Во время кампании демократам удалось на время подавить противоречия между собой и сохранить единство, но после выборов разногласия между ними снова вышли на поверхность. В таких условиях в штате оказалось много избирателей, чьи взгляды не были представлены в существовавшей партийной системе.
В это время в Индиане активизировалось движение за трезвость. На местных съездах жители разных округов принимали резолюции с обещанием поддерживать кандидатов, выступающих за ограничение продажи алкогольных напитков вне зависимости от партийной принадлежности (многие поддерживали принятие «закона штата Мэн», который сильно ограничивал торговлю алкогольными напитками и был разработан мэром Портленда Нилом Доу). 2 января 1854 года в Индианаполисе состоялся общештатный съезд по вопросам трезвости, который предложил обеспечить принятие антиалкогольного законодательства в рамках существовавших партий, а не путём создания новой. В тот период в обществе было распространено мнение о том, что вопрос трезвости относится к морали, а не политике.
Политики-демократы смотрели на новое движение с недоверием, воспринимая его как попытку возрождения партии вигов путём объединения людей вокруг неё по принципу отношения к алкоголю. Перед собранием демократической партии штата в мае 1854 года стало ясно, что демократы выступят против принятия закона штата Мэн. Одновременно с движением за воздержание в Индиане росло движение против распространения рабства. После принятия серии политических компромиссов, закреплённых в 1850 году и рассчитанных на предотвращение дальнейших дебатов по этому вопросу, демократы выступали против любых попыток возобновить обсуждение рабства, а виги утверждали, что компромисс (включая закон о беглых рабах) стоит считать окончательным урегулированием этого вопроса. Небольшое меньшинство жителей Индианы надеялось снова открыть этот вопрос, чтобы остановить его распространение.
Вскоре Конгресс начал обсуждение акта Канзас-Небраска, который предложил определить статус рабства на этих территории Канзаса и Небраски путём голосования местных жителей (политика народного суверенитета). Многие северяне выступили против закона, когда осознали, что он фактически отменит Миссурийский компромисс, запрещавший рабство к северу от 36°30’ с. ш.. Население Индианы было взволновано дискуссией вокруг законопроекта, а представители штата в федеральном правительстве не знали, как реагировать на эти обсуждения, так как они бы подверглись критике со стороны сторонников или противников этого акта в любом случае. Сенаторы Джесси Брайт и Джон Петтит, избиравшиеся местным законодательным собранием, а не народом в то время, поддержали закон в то время как делегация Индианы в Палате представителей разделилась: пятеро были против, четверо за, оставшиеся два — не определились, но склонялись к поддержке.

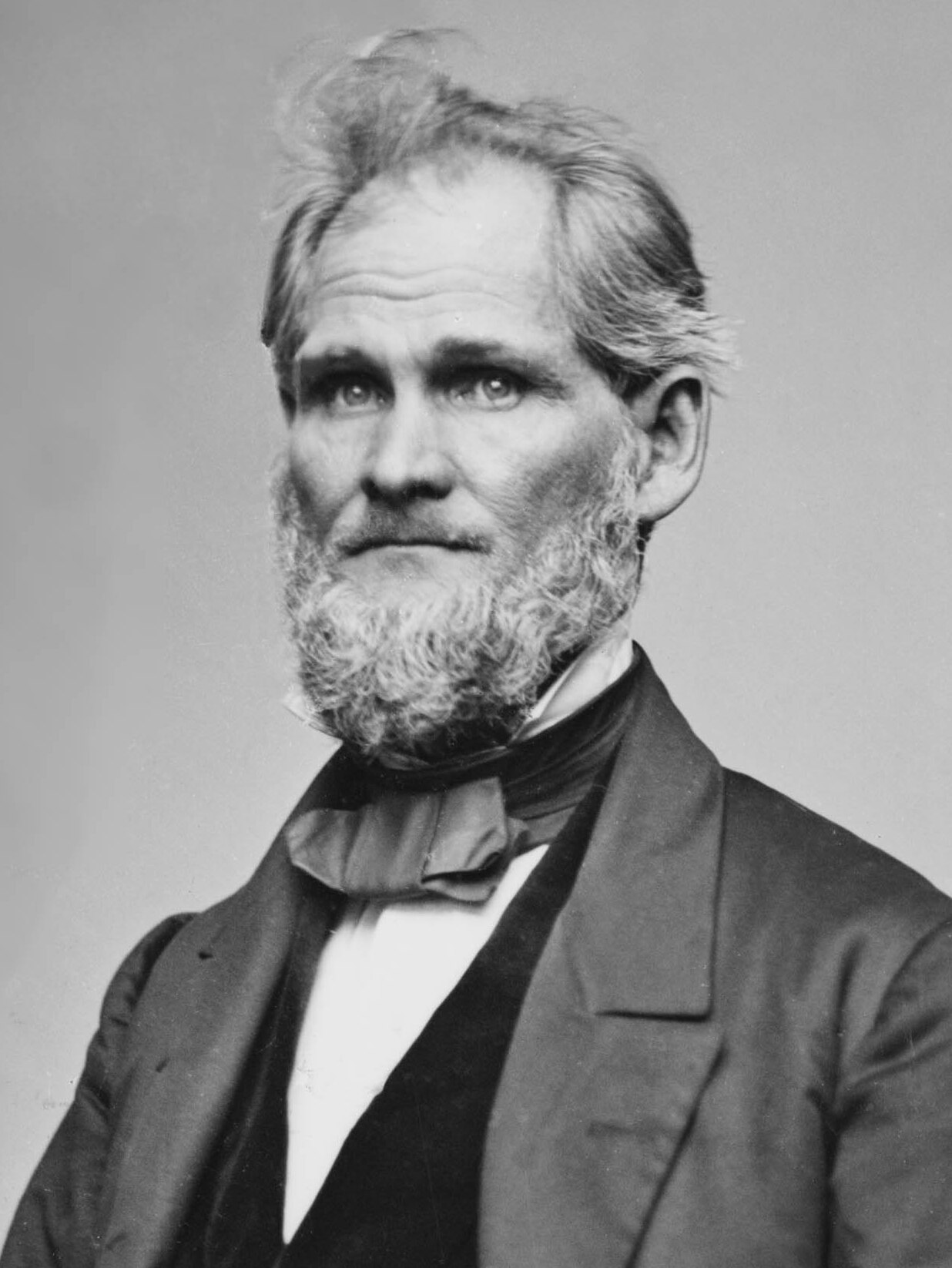
Генри Лейн, один из лидеров Народной партии

Тем временем съезды демократов на уровне округов заняли позицию против закона штата Мэн и в пользу законопроекта Канзас-Небраска. Перед днём съезда политик и будущий губернатор Индианы Оливер Мортон отправился в Индианаполис, чтобы использовать своё влияние среди делегатов и убедить их не поддерживать закон Канзас-Небраска, но Брайт и его сторонники контролировали конвент и нейтрализовали усилия Мортона. К этому моменту в оппозиции к демократом находилась де-факто распущенная партия вигов, остатки которой требовали восстановления Миссурийского компромисса, нативисты из тайной организации Know Nothing, выступавшие за жёсткие законы о натурализации, члены партии свободной земли, выступавшие за запрет рабства на территориях на уровне закона и немногочисленные аболиционисты, чьё членство в Народной партии в будущем заставляло многих демократов колебаться относительно стремления объединиться с ними. Лидеры этих фракций, в особенности Генри Лейн, Джон Дефриз, Шайлер Колфакс и Сайрус Аллен, стремились создать общую коалицию, выступавшую с единой позиции по вопросам расширения рабства и трезвости.

## Создание партии
Поддержка демократами закона Канзас-Небраска и противодействие закону штата Мэн вызвало противодействие среди многих рядовых членов партии. Поскольку демократы «старой линии» утверждали, что движение против Канзаса-Небраски было попыткой вигов возродить свою партию, лидеры распадающейся партии решили выждать, когда какой-нибудь недовольный демократ демократ не призовёт к проведению собрания в штате по этому вопросу, что сделает мероприятие демократическим, а не вигским. Вскоре Джейкоб Чепмен, демократ, редактор журнала Chanticleer и независимый кандидат в конгресс от 6-го округа Индианы объявил о том, что 13 июля, в годовщину принятия Северо-западного ордонанса, в Индианаполисе состоится мероприятие для принятия мер по разрешению возникшего кризиса.
Объявление вызвало большой интерес среди жителей штата, а на открытии съезда присутствовало около 10 тысяч человек. Среди собравшихся были как некоторые видные демократы, так и члены Know Nothing, фрисойлеры и аболиционисты. Вскоре комитет по резолюциям представил первую платформу Народной партии Индианы, выступающую против расширения рабства, за восстановление Миссурийского компромисса и принятие «эффективного закона о запрете алкоголя». Разные пункты программы апеллировали к разным составляющим частям коалиции: от недовольных демократов до протестантских избирателей. Активное участие нативистов из Know Nothing в съезде и их большое влияние на нём вместе с присутствием аболиционистов дало демократам повод для атак на Народную партию. Некоторые демократы, присоединившиеся к новой партии, воспринимались как предатели и исключались из неё. В итоге Народная партия стала коалицией нескольких несочитаемых и противоборствующих элементов, объединённых желанием наказать правительство за отказ от Миссурийского компромисса.
По итогам выборов Народная партия победила, выиграв 9 из 11 мест в Конгрессе США, получив большинство в Палата представителей Индианы (57 мест против 43 у демократов) и почти выиграв Сенат (24 против 26). Одним из членов Палаты представителей от партии был будущий вице-президент США Шайлер Колфакс, избранный от 9-го округа. Одним из демократических кандидатов, потерпевших поражение от Народной партии был другой будущий вице-президент Томас Хендрикс из 6-го округа. Народная партия получила большую поддержку от молодых избирателей. Оценивая состав новой партии, редактор газеты New Albany Tribune предположил, что она состояла из 80 тысяч вигов, 10 тысяч демократов и 9 тысяч фрисойлеров.
В январе 1855 года из-за того, что демократы контролировали Сенат, а народники — Палату представителей, Индиана не смогла выбрать преемника сенатора Петтита. Вскоре законодательный орган занялся разработкой нового закона о спиртном, который был принят и был очень похож на закон штата Мэн, запрещая продажу таких средств в качестве напитка.
В июле 1855 году Народная партия снова собралась на съезд, на котором выступили такие люди как, Оливер Мортон, Шайлер Колфакс, Генри Лейн и Генри Уилсон, приехавший из Массачусетса. К этому моменту вопрос рабства становился всё более острым, несмотря на то, что обсуждению трезвости и нативизма всё ещё уделялось внимание. Партия осудила политику администрации президента Пирса в отношении Канзаса и потребовала, чтобы избирательные права были ограничены только коренными или натурализованными гражданами США.
В 1856 году развернулась борьба за немецких избирателей, переехавших в Индиану (всего в штате насчитывалось около 60 тысяч немцев). Демократы указывали на присутствие нативистов в составе Народной партии, а представители Народной партии утверждали, что рабство, поддерживаемое демократами, является врагом свободного труда и что единственный способ для немцев защитить себя от этого института — это проголосовать против его расширения. В результате немцы поддержали народников и стали решающим фактором будущих побед республиканцев в штате.
После принятия закона Канзас-Небраска люди стали массово переезжать в Канзас как со стороны свободных, так и со стороны рабовладельческих штатов, чтобы склонить ситуацию по поводу принятия рабства в свою сторону (в конечном итоге это привело к гражданской войне). Газеты Индианы стали печатать много сообщений от жителей штата, переехавших в Канзас и призывающих своих земляков поступить так же, чтобы не допустить превращения Канзаса в рабовладельческий штат. Народная партия занялась сбором денег, закупкой оружия и оснащением людей для отправки в Канзас.

## Кампания 1856 года
На фоне усиливавшегося напряжения внутри США лидеры Народной партии решили провести более систематическую предвыборную кампанию. Газеты, поддерживавшие партию, начали призывать членов организовать комитеты на уровне округов и районов, которые должны были поддерживать связь с центральным комитетом штата. Также местные комитеты должны были направить лучших ораторов на общий съезд и отобрать на него делегатов.

Карта выборов губернатора Индианы 1856 года: синим выделены округа, поддержавшие кандидата от Демократической партии Уиллард, Эшбел, красным — кандидата от Народной партии Оливера Мортона.

Съезд, на который, по разным оценкам, приехало от 30 до 55 тысяч человек, собрался 1 мая 1856 года. Среди возможных кандидатов на пост губернатора назывались имена Оливера Мортона, Генри Лейна, Дэниела Мэйса, Шайлера Колфакса и других. Президентом собрания был избран Лейн, который одобрил новый антиалкогольный закон и отметил, что противодействие расширению рабства не подразумевает стремления его отменить. Представитель округа Патнам выдвинул Оливера Мортона на пост губернатора и его предложение было поддержано делегатами. Мортон отверг сообщения противников Народной партии о своей принаджености к Know Nothing. По сравнению с 1854 годом позиция партии в отношении рабства стала более жёсткой, но всё равно не устраивала радикальных аболиционистов. Лейн и его соратники поддержали Мортона, так как понимали, что им был нужен кандидат, который мог бы привлечь как можно больше демократов, в то время как антирабовладельческий кандидат бы оттолкнул слишком многих от Народной партии.
В 1856 году партия снова вела кампанию под именем Народной партии. Несмотря на то, что Лейн, Мортон и другие лидеры выступали за принятие республиканского наименования, многие бывшие демократы и виги всё ещё не были готовы принять его. К этому моменту во многих штатах существовали местные партии, выступавшие против демократической администрации, но они не были организованы на национальном уровне. Для организации своих усилий представители республиканских организаций из девяти штатов, включая Индиану, опубликовали призыв к проведению неформального съезда в Питтсбурге 22 февраля 1856 года, который должен был разработать план по организации постоянной республиканской партии. Народная партия отправила на съезд новообразованной республиканской партии своих представителей, несмотря на возражение одного из делегатов. Съезд выдвинул Джона Фримонта на пост президента.
К 1855 члены Know Nothing (или же Американская партия) начали терять свою власть. Хотя их количество стремительно сокращалось, на момент начала кампании в штате насчитывалось около 50 тысяч членов организации. Если бы они решили выдвинуть своих кандидатов на должности на уровне штата, победа демократов была бы гарантирована. На своём съезде Американская партия не стала выдвигать своих кандидатов, но и не стала поддерживать список Народной партии.
Предвыборная кампания отметилась высокой активностью населения. Республиканцы провели собрание на поле битвы Типпекану, на котором выступили Кассиус М. Клей и другие ораторы. Выборы состоялись 14 октября 1856 года: Мортон проиграл кандидату от демократов Эшбелу Уилларду, а демократы вернули себе контроль над Палатой представителей Индианы. Демократы выиграли 6 мест в Палате представителей США, против 5 мест у Народной партии (потерявшей 4 места по сравнению с предыдущими выборами). На президентских выборах, состоявшихся 4 ноября кандидат от демократов Джеймс Бьюкенен одержал победу в штате, набрав около 50 % голосов.
Во время предвыборной кампании 1856 года местные партии округов (например, в Марионе) стали принимать название «республиканской партии». Однако после коллапса Американской партии после победы Бьюкенена и упадком движения за трезвость, название Республиканской партии перестало считаться недопустимым. Вскоре Народная партия Индианы стала известна как Республиканская, несмотря на то, что была более консервативной по сравнению с другими республиканскими партиями штатов.